# Algor mortis
La locuzione latina algor mortis (letteralmente "raffreddamento cadaverico") indica il processo fisico-biologico della riduzione della temperatura corporea dopo la morte.
L'algor mortis è generalmente influenzato, soprattutto nella sua velocità, da varie cause come la temperatura ambientale ed altri fattori esterni (umidità, ecc.).

## Fisiopatologia
Dopo la morte, interrompendosi la produzione di calore da parte dell'organismo, per le leggi della termodinamica la temperatura corporea tende all'equilibrio con la temperatura ambientale circostante: in alcuni casi, ad esempio quando un corpo è posto sotto la luce solare diretta, il corpo può invece riscaldarsi; di solito, invece, il corpo perde progressivamente calore e la sua temperatura diminuisce fino ad essere uguale a quella dell'ambiente circostante, seguendo un decadimento esponenziale.

## Applicazioni utili
Molti studi, principalmente in ambito della medicina legale, hanno esaminato questa diminuzione progressiva nella temperatura corporea per tentare di sviluppare formule utili per calcolare l'intervallo post mortem, ma a causa delle molte variabili in gioco è risultato difficile ottenere una formula affidabile. In generale, la stima del momento del decesso effettuata in base alla diminuzione della temperatura corporea fornisce risultati affidabili solo nelle prime 10-12 ore dopo la morte e solo se il corpo è rimasto in un ambiente freddo (10-15 °C).
Durante questo periodo, presupponendo una temperatura ante mortem normale, un corpo medio si 
raffredda con una legge che può essere considerata lineare, di circa 0,8 °C (1,5 °F) l'ora. Oppure si può ritenere che: 1) in un primo periodo di circa tre ore la temperatura (si intende sempre la rettale) diminuisca di mezzo grado all'ora; 2) in un secondo periodo di sei-otto ore la temperatura decresca di un grado all'ora; 3) in ultimo, e fino ad equilibrio con la temperatura ambiente, si abbia una discesa da 3/4 di grado a 1/3 di grado all'ora, e sempre più lenta.
I corpi con più isolamento (grasso corporeo) si raffreddano più lentamente e quelli con meno isolamento (cadaveri di persone magre e longilinee) si raffreddano più velocemente. Altri problemi nel calcolo della temperatura post mortem possono nascere dai possibili errori dovuti ad una temperatura corporea ante mortem più alta del normale dovuta a infezioni, a droga o a sforzo fisico. Ancora, la temperatura ambientale esterna è raramente costante: gli sbalzi di temperatura possono alterare in modo drastico il processo di raffreddamento o addirittura invertirlo. Se il corpo è in un ambiente molto freddo, può congelare.
La temperatura del fegato e, meno spesso, la temperatura rettale sono le misure più usate per stabilire la temperatura interna del corpo. Le normali misure orali o ascellari non sono valide a questo scopo, perché dipendono dall'irrorazione sanguigna, che in un cadavere ovviamente è assente.